# NGC 5783
NGC 5783 (ook: NGC 5785) is een balkspiraalstelsel in het sterrenbeeld Ossenhoeder. Het hemelobject werd op 21 april 1887 ontdekt door de Amerikaanse astronoom Lewis A. Swift.

## Synoniemen
- UGC 9586
- MCG 9-24-50
- ZWG 273.33
- IRAS 14519+5216
- PGC 53217